# 茂木町 (太田市)
茂木町（もてぎちょう）は、群馬県太田市にある地名（町丁）。郵便番号は373-0809。

## 概要
休泊地区にある町丁。

## 地理

### 近隣町丁
- 台之郷町
- 石原町
- 下小林町
- 龍舞町
- 沖之郷町
- 矢場町

## 世帯数と人口
2022年（令和4年）3月31日現在の世帯数と人口は以下の通りである。
| 町丁   | 世帯数  | 人口  |
| ------ | ------- | ----- |
| 茂木町 | 322世帯 | 792人 |

## 小・中学校の学区
市立小・中学校に通う場合、学区は以下の通りとなる。
| 番地 | 小学校             | 中学校             |
| ---- | ------------------ | ------------------ |
| 全域 | 太田市立休泊小学校 | 太田市立休泊中学校 |

## 交通

### 鉄道
町内に鉄道は通っていない。

### 道路
- 群馬県道・栃木県道256号竜舞足利線

## 施設
- 群馬県立太田工業高等学校